# داني هانلي
داني هانلي (بالإنجليزية: Danny Hanley)‏ هو لاعب كرة قدم بريطاني، ولد في 7 أبريل 1974 في بلاكبول في المملكة المتحدة. لعب مع نادي كلايد.

## وصلات خارجية
- داني هانلي على موقع Soccerbase.com (لاعب) (الإنجليزية)